# Circonscription de Keyit
La circonscription de Keyit est une des 135 circonscriptions législatives de l'État fédéré Amhara, elle se situe dans la Zone Nord Shoa. Son représentant actuel est Dejene Eshetu Werqu.